# Bão Winston

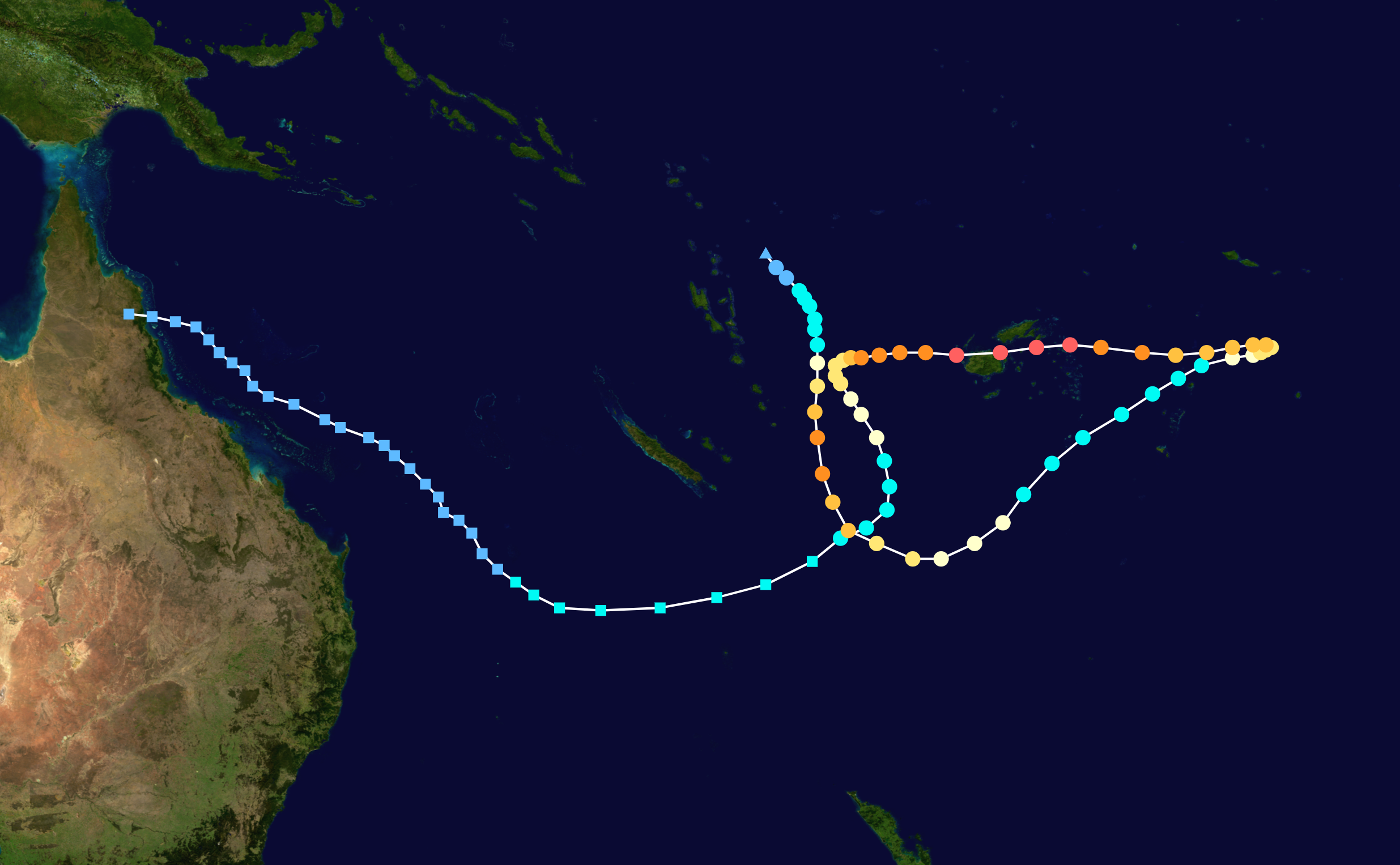
Đường đi của bão

Bão xoáy nhiệt đới dữ dội Winston là siêu bão mạnh thứ nhất ở Nam Bán Cầu và mạnh nhất năm 2016 với mức áp suất 884 mbar (thấp hơn siêu bão Meranti ở khu vực Tây bắc Thái Bình Dương) và sức gió 10 phút cao nhất trong lịch sử khí tượng là 280 km/h (cao hơn cả bão Tip của năm 1979). Là xoáy thuận nhiệt đới mạnh nhất từng được ghi nhận đổ bộ vào Fiji, gây thiệt hại nghiêm trọng và khiến quốc gia này ban bố lệnh giới nghiêm. Winston gây ra khoảng 44 người chết và thiệt hại ước tính là 2.98 FJ$ (1.4 tỉ $)